# Комиссар (Полиция Финляндии)
Комиссар и Криминальный комиссар (фин. komisario, rikoskomisario) — должности начальствующего состава полиции Финляндии. Ниже по званию находится старший сержант полиции, выше старший комиссар.

## Обязанности
Основная задача комиссара и криминального комиссара руководство следствием и общим управлением на территории подведомственного полицейского участка. Криминальный комиссар чаще всего возглавляет следственное подразделение. Согласно Закону о процессуальных принудительных мерах, комиссар и вышестоящие должностные лица имеют право на арест подозреваемого, тогда как нижестоящие полицейские имеют право только на задержание.В Полицейском управлении Финляндии или Министерстве внутренних дел комиссар занимает более высокое положение, чем комиссар в местной полиции.

## Требования к квалификации
В настоящее время на должность комиссара можно поступить после окончания магистратуры по программе полицейского офицерского состава или прохождения подготовки офицерского состава полиции. Организация подготовки находится в ведении Полицейской академии Финляндии, при этом обязательным условием является наличие полицейского высшего образования.
Также квалификацию комиссара можно получить, имея высшее образование и опыт работы, связанный с полицией. Таким образом, наличие именно полицейского образования не является строго обязательным. На практике комиссары с высшим образованием, полученным вне полиции, обычно имеют юридическую или административную подготовку. Опыт работы может включать деятельность в прокуратуре, таможне, пограничной охране и других структурах.
Квалификацию также дают диплом офицера полиции, полученный до реформы полицейского образования, либо сочетание базового полицейского образования с высшим образованием[.